# Куурмаа, Ленна
Ле́нна Ку́урмаа (эст. Lenna Kuurmaa, род. 26 сентября 1985, Таллин, Эстония) — эстонская певица, автор песен и киноактриса. Она является членом группы Vanilla Ninja, но после перерыва группы с 2009 года, приступила к работе в качестве сольного артиста. Она выпустила свой дебютный альбом Lenna в июне 2010 года.

## Музыкальная карьера
С 1990 по 2002, она пела в детском хоре ETV и выступала вместе с хором во многих фестивалях на международном уровне (в Италии, Нидерландах, Финляндии, Дании, Норвегии, Израиле, Великобритании, Испании, США и России). С 2000 по 2006 она обучалась игре на скрипке в Таллинской музыкальной школе у Urvo Uibokand. Она получила вокальное образование у Лепа Эстер и Людмилы Исаковой в 1997—2002 годах. В 2002 году она приняла участие в телевизионном конкурсе пения Fizz Superstar, где она дошла до четвертьфинала. В том же году она, вместе с 3 другими девушками, создала рок-группу Vanilla Ninja. После перерыва Vanilla Ninja в 2009 году, Ленна Куурмаа начала работать в качестве сольного проекта под псевдонимом Lenna. В июне 2010 года, она выпустила свой дебютный альбом Lenna. Все песни были написаны совместно с и спродюсированы Вайко Эпликом, который также является владельцем лейбла. Она выступала со своей новой группой на Всемирной выставке в Шанхае в 2010.
Ленна Куурмаа принимала участие в Евровидение и в национальном отборочном конкурсе с переменным успехом.
- В 2003 году в составе группы Vanilla Ninja, песня «Club Kung-Fu» заняла последнюю позицию по мнению международного жюри национального отбора конкурса Eurolaul, даже имея сильную поддержку со стороны слушателей[11].
- Снова вместе с Vanilla Ninja, она представляет Швейцарию с песней «Cool Vibes» в Евровидение 2005 в Киеве, где они вышли на восьмое место[9].
- В 2007 году, Vanilla Ninja участие в Eurolaul 2007 с песней «Birds of Peace», но не прошла в финал.
- В 2010 году, Ленна Куурмаа участвовала в качестве сольной исполнительницы в национальном конкурсе Eesti Laul 2010 с песней «Rapunzel», который был совместно организован Вайко Эпликом. Песня заняла вторую позицию.
- В 2012 году приняла участие в конкурсе Eesti Laul 2012 с песней «Mina jään».
- В 2014 году приняла участие в конкурсе Eesti Laul 2014 с песней «Supernoova»[12].
- В 2017 году приняла участие в конкурсе Eesti Laul 2017 с песней «Slingshot».

## Актёрская карьера
Ленна Куурмаа сыграла ведущую роль второго плана Майи в 2007 году в эстонском фильме Куда уходят души (эст. Kuhu põgenevad hinged) и роль Ангелы в эстонском сериале Kodu keset Linna, также 2007. С 2008 года Куурмаа получила роль в постановке театра NO99 — в пьесе Перикл, князь Тирав качестве приглашённого актёра. В 2010 году она получила роль следователя эстонской полиции безопасности в криминальной драме — в сериале Kelgukoerad. Она заявила, что она не заинтересована в получении профессионального актёрского образования.
Снялась в фильме Пеэтера Симма «Одинокий остров» и в фильме финского режиссёра Аку Лоухимиеса «Голая бухта». Оба фильма вышли на экран в 2012 году.

## Творчество и участие вне группы
Ленна Куурмаа также работала на телевидении, например, принимая участия в организации конкурса песни Laulu Karussell в 2006 году. Она является редактором программ в радио Sky Plus с 2007 года. Куурмаа является членом эстонской ассоциации исполнителей (EEL) и эстонского авторского общества (EAÜ). Она принимала участие в проектах музыкальных театров Kuningas JA Mina («Король и я») и Helisev muusika («Звуки музыки»).
В 2007 Ленна Куурмаа была выбрана аудиторией Raadio 2 как певица, участвующая в «Unistuste Band» (Dream Band) — супергруппе популярных эстонских музыкантов — в рамках единственного выступления на Raadio 2 Хит гала-концерте в конце года.
В 2009 году Ленна исполняла гимн Эстонии на товарищеской встрече футбольных сборных Эстонии и Бразилии.
В 2015 году Ленна участвовала в четвёртом сезоне программы Su nägu kõlab tuttavalt, эстонской версии программы Один в один!.

## Личная жизнь
Некоторое время встречалась с эстонским футболистом Рагнаром Клаваном; позже — с музыкантом Робертом Вайглой, от которого у неё 2 марта 2013 года родилась дочь Ами, а в 2015 году - дочь Матильда.

## Дискография
Альбомы
- Lenna (2010)
- Teine (2013)

Синглы

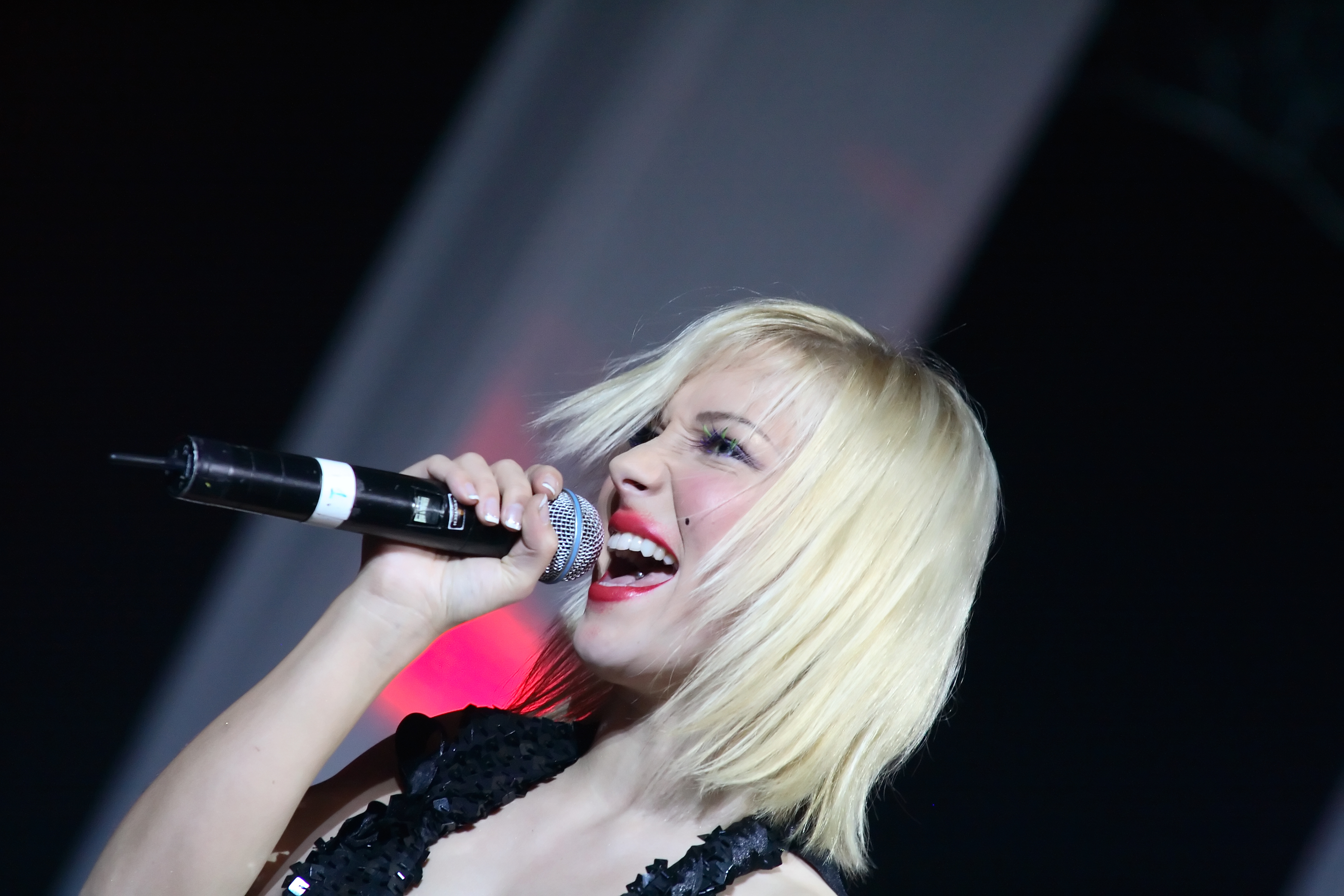
Ленна Куурмаа в 2007 году

- «Sellel ööl» (Violina feat. Lenna Kuurmaa) # 20 EST[24]
- «Musta pori näkku» (Lenna Kuurmaa & Mihkel Raud)
- «Mida sa teed»

## Награды
- Ежегодная премия эстонской поп-музыки (Eesti Popmuusika Aastaauhinnad):
  - Радиохит года (2010)[25]